# Route européenne 271
Pour les articles homonymes, voir Route 271.
La route européenne 271 est une route qui relie Minsk à Gomel en Biélorussie.
Elle correspond à la M5 en tant qu'autoroute de Biélorussie.

## Portion supprimée:Klaipėda-MinskviaVilnius[1]
- LITUANIE
  - Klaipėda E 85 E 272
  - Kaunas E 85 E 67 E 262
  - Vilnius E 85 E 272
- BIÉLORUSSIE
  - Minsk E 30

## Portion conservée:Minsk-Gomel
- BIÉLORUSSIE
  - Minsk E 30
  - Gomel E 95